# شیتل رکدال
شیتل رکدال (انگلیسی: Kjetil Rekdal؛ زادهٔ ۶ نوامبر ۱۹۶۸) یک بازیکن فوتبال اهل نروژ است.
وی همچنین در تیم ملی فوتبال نروژ بازی کرده‌است.